# بورت تشيستير
بورت تشيستير (بالإنجليزية: Port Chester)‏ هي قريةفي ولاية نيويورك الأمريكية. يبلغ عدد سكانها حسب تعداد سنة 2000: 27,867 نسمة. ويبلغ عددهم حسب تقدير 2007 حوالي:28,195 نسمة.

## التركيبة السكانية
حدّد مكتب تعداد الولايات المتحدة بيانات التركيبة السكانية لبورت تشيستير في تعداد الولايات المتحدة. في ما يلي، التركيبة السكانية حسب تعدادي 2000 و2010.

### تعداد عام 2000
بلغ عدد سكان بورت تشيستير 27,867 نسمة بحسب تعداد عام 2000، وبلغ عدد الأسر 9,531 أسرة وعدد العائلات 6,374 عائلة مقيمة في القرية. في حين سجلت الكثافة السكانية 4,480.2 نسمة لكل كيلومتر مربع (11,603.7/ميل2). وبلغ عدد الوحدات السكنية 9,772 وحدة بمتوسط كثافة قدره 1,571.1 لكل كيلومتر مربع (4,069.1/ميل2).
وتوزع التركيب العرقي للقرية بنسبة 60.70% من البيض و6.99% من الأمريكيين الأفارقة و0.40% من الأمريكيين الأصليين و2.06% من الأمريكيين ذوي الأصول الآسيوية و0.04% من سكان جزر المحيط الهادئ و22.98% من الأعراق الأخرى و6.83% من عرقين مختلطين أو أكثر و46.23% من الهسبانيون أو اللاتينيون من أي عرق.
بلغ عدد الأسر 9,531 أسرة كانت نسبة 35.3% منها لديها أطفال تحت سن الثامنة عشر تعيش معهم، وبلغت نسبة الأزواج القاطنين مع بعضهم البعض 47% من أصل المجموع الكلي للأسر، ونسبة 13.6% من الأسر كان لديها معيلات من الإناث دون وجود شريك، بينما كانت نسبة 6.3% من الأسر لديها معيلون من الذكور دون وجود شريكة وكانت نسبة 33.1% من غير العائلات. تألفت نسبة 26.7% من أصل جميع الأسر من عدة أفراد يعيشون في نفس المنزل ونسبة 11.2% كانت تتألف من شخص يعيش بمفرده يبلغ من العمر 65 عاماً أو أكثر. وبلغ متوسط حجم الأسرة المعيشية 2.89، أما متوسط حجم العائلات فبلغ 3.44.
بلغ العمر الوسطي للسكان 34.0 عاماً. وكانت نسبة 22.5% من القاطنين تحت سن الثامنة عشر، وكانت نسبة 10.8% بين الثامنة عشر والرابعة والعشرين عاماً، ونسبة 35.1% كانت واقعةً في الفئة العمرية ما بين الخامسة والعشرين والرابعة والأربعين عاماً، ونسبة 18.5% كانت ما بين الخامسة والأربعين والرابعة والستين، ونسبة 12.1% كانت ضمن فئة الخامسة والستين عاماً فما فوق. يوجد لكل 100 أنثى 103.2 ذكر، ويوجد لكل 100 أنثى في الثامنة عشر من عمرها فما فوق 100.5 ذكر.
بلغ متوسط دخل الأسرة في القرية 45,381 دولارًا، أما متوسط دخل العائلة فبلغ 51,025 دولارًا. وكان متوسط دخل الذكور 32,848 دولارًا مقابل 32,461 دولارًا للإناث. وسجل دخل الفرد الخاص بالقرية 21,131 دولارًا. وكانت نسبة 10.1% من العائلات ونسبة 13% من السكان تحت خط الفقر، وكان من هؤلاء نسبة 15.6% تحت سن الثامنة عشر ونسبة 12.6% في الخامسة والستين من العمر وما فوق.

### تعداد عام 2010
بلغ عدد سكان بورت تشيستير 28,967 نسمة بحسب تعداد عام 2010، وبلغ عدد الأسر 9,240 أسرة وعدد العائلات 6,348 عائلة مقيمة في القرية. في حين سجلت الكثافة السكانية 4,657.1 نسمة لكل كيلومتر مربع (12,061.8/ميل2). وبلغ عدد الوحدات السكنية 10,046 وحدة بمتوسط كثافة قدره 1,615.1 لكل كيلومتر مربع (4,183.1/ميل2).
وتوزع التركيب العرقي للقرية بنسبة 61.10% من البيض و6.48% من الأمريكيين الأفارقة و0.94% من الأمريكيين الأصليين و2.06% من الأمريكيين ذوي الأصول الآسيوية و0.04% من سكان جزر المحيط الهادئ و24.61% من الأعراق الأخرى و4.78% من عرقين مختلطين أو أكثر و59.35% من الهسبانيون أو اللاتينيون من أي عرق.
بلغ عدد الأسر 9,240 أسرة كانت نسبة 38.2% منها لديها أطفال تحت سن الثامنة عشر تعيش معهم، وبلغت نسبة الأزواج القاطنين مع بعضهم البعض 46.5% من أصل المجموع الكلي للأسر، ونسبة 14.3% من الأسر كان لديها معيلات من الإناث دون وجود شريك، بينما كانت نسبة 7.9% من الأسر لديها معيلون من الذكور دون وجود شريكة وكانت نسبة 31.3% من غير العائلات. تألفت نسبة 24.2% من أصل جميع الأسر من عدة أفراد يعيشون في نفس المنزل ونسبة 10% كانت تتألف من شخص يعيش بمفرده يبلغ من العمر 65 عاماً أو أكثر. وبلغ متوسط حجم الأسرة المعيشية 3.08، أما متوسط حجم العائلات فبلغ 3.54.
بلغ العمر الوسطي للسكان 34.4 عاماً. وكانت نسبة 22.6% من القاطنين تحت سن الثامنة عشر، وكانت نسبة 10% بين الثامنة عشر والرابعة والعشرين عاماً، ونسبة 34.1% كانت واقعةً في الفئة العمرية ما بين الخامسة والعشرين والرابعة والأربعين عاماً، ونسبة 22.7% كانت ما بين الخامسة والأربعين والرابعة والستين، ونسبة 10.6% كانت ضمن فئة الخامسة والستين عاماً فما فوق. وتوزع التركيب الجنسي للسكان بنسبة 52.4% ذكور و47.6% إناث.

## المناخ
يظهر الجدول التالي التغييرات المناخية على مدار السنة لبورت تشيستير:
| البيانات المناخية لـبورت تشيستير  | البيانات المناخية لـبورت تشيستير | البيانات المناخية لـبورت تشيستير | البيانات المناخية لـبورت تشيستير | البيانات المناخية لـبورت تشيستير | البيانات المناخية لـبورت تشيستير | البيانات المناخية لـبورت تشيستير | البيانات المناخية لـبورت تشيستير | البيانات المناخية لـبورت تشيستير | البيانات المناخية لـبورت تشيستير | البيانات المناخية لـبورت تشيستير | البيانات المناخية لـبورت تشيستير | البيانات المناخية لـبورت تشيستير | البيانات المناخية لـبورت تشيستير |
| الشهر                             | يناير                            | فبراير                           | مارس                             | أبريل                            | مايو                             | يونيو                            | يوليو                            | أغسطس                            | سبتمبر                           | أكتوبر                           | نوفمبر                           | ديسمبر                           | المعدل السنوي                    |
| --------------------------------- | -------------------------------- | -------------------------------- | -------------------------------- | -------------------------------- | -------------------------------- | -------------------------------- | -------------------------------- | -------------------------------- | -------------------------------- | -------------------------------- | -------------------------------- | -------------------------------- | -------------------------------- |
| متوسط درجة الحرارة الكبرى °ف (°م) | 39 (4)                           | 40 (4)                           | 53 (12)                          | 58 (14)                          | 73 (23)                          | 79 (26)                          | 83 (28)                          | 82 (28)                          | 73 (23)                          | 62 (17)                          | 55 (13)                          | 43 (6)                           | 62 (17)                          |
| متوسط درجة الحرارة الصغرى °ف (°م) | 29 (−2)                          | 30 (−1)                          | 40 (4)                           | 50 (10)                          | 62 (17)                          | 70 (21)                          | 73 (23)                          | 72 (22)                          | 65 (18)                          | 50 (10)                          | 42 (6)                           | 32 (0)                           | 51 (11)                          |
| [بحاجة لمصدر]                     |                                  |                                  |                                  |                                  |                                  |                                  |                                  |                                  |                                  |                                  |                                  |                                  |                                  |

## أعلام
- بيتر كامبل براون
- كولن موران
- بيير دا سيلفا
- آن إدواردز
- بيتر أرنو
- جورج غالو
- إد بارو
- ويليام دبليو. كوك
- باول كوستا
- جون جيه مورجان